# Wenrohronon Indijanci
Wenrohronon (skračeno nazivani i Wenro).- /U hjuronskom jeziku ine je došlo prema lokaciji, u značenju "the people of the place of floating scum" / Pleme Iroquoian Indijanaca, uže grupe Hurona, nastanjeno nekada u području naftnih izvora kod današnje Cube u New Yorku. Etnički Wenrohrononi pripadaju Hjuronima, ali nisu bili i članovi tog plemenskog saveza. Jezik je najbliži onom koji su govorili Neutralni Narodi (Attiwandaronk, kojima su se na kraju i pridružili, i Erie Indijancima, koji su s njima graničili na zapadu. -Rana populacija iznosila je između 1,200 i 2,000, kaže Hewitt 1910., dok je onih kojima su se priključili Huroni bilo oko 600. Wenrohrononi su zauzimali stratešku poziciju uz istočnu obalu jezera Erie, upravo južno od Niagara Fallsa. Okolni susjedi bila su im snažne konfederacije Erie na zapadu i Neutralci u krajevima iza Niagarinih vodopada u južnom Ontariju. Pošto su bili najslabiji oni savez i zaštitu pred Irokezima, traže među tim plemenima. Iz nekog razloga 1639. završava njihovo savezništvo i oni napuštaju svoje krajeve nakon što su mnoga sela opustošile epidemije. Većina prelazi preko Niagare, među Neutralce, u Ontario. Jedna poveća grupa od njih 600 udružuje se s Hjuronima. Nešto ih je ipak ostalo istočno od Niagare, i ti su se ostali boriti s Irokezima sve do 1643. Konačno su nakon toga natjerani i oni da napuste New York, pa se također priključuju Neutralcima, što je bio početak kraja njihovog postojanja. Wenrohrononi što su se udružili s Huronima, pobijeni su ili zarobljeni, i kasnije adoptirani od Irokeza, nakon što su 1649. Irokezi i epidemije uništili hjuronsku konfederaciju. Dvije godine kasnije 1650/1651 Neutralci daju azil izbjeglim Huronima, na što su i oni bili uništeni od Irokeza.

## Ime
Nastalo od Awěñro'roñ'noⁿ', vjerojatno kao kombinacija od  awěñ'rǎ' , scum, lather i glagola o' , to float, odnosno  'where scum floats on the water' . Ovaj hjuronski naziv opisno upućuje na točnu lokaciju plemena u današnjem New Yorku. Ime se javlja i u obliku Ahouenrochrhonons. Sufiks -roñnoⁿ' nesumnjivo označava  'people' , to jest "the people of the place of floating scum" 

## Etnografija
Wenrohrononi pripadaju kulturnom području Sjeveroistočnih šuma koju karakterizira gradnja dugih kuća  'long-houses' , uzgoj kukuruza i lov i ribolova. Wenrohrononi u kontakt s Europljanima ne dolaze sve dok se 1639. nisu njihovi dijelovi priključili Hjuronima, tako da znanost nije najbolje upoznata s njihovim načinom života, ali se po svemu sudeći nisu mnogo razlikovali od susjednih iroquian-govornika, Irokeza i Hjurona. Kukuruz, grah i 'squash 'se uzgajao, a i njihove 'long-houises kuće, vjerojatno se nisu mnogo razlikovale od irokeških. O njihovoj političkoj i socijalnoj organizaciji, nažalost ništa nije poznato. 

## Vanjske poveznmice
- Wenro